# Arctowski-Nunatak
Der Arctowski-Nunatak ist ein inselartiger und 235 m hoher Nunatak vor der Nordenskjöld-Küste des Grahamlands auf der Antarktischen Halbinsel. Er liegt 3 km nordwestlich des Hertha-Nunatak in der Gruppe der Robbeninseln.
Kartiert wurde er 1902 von Teilnehmern der Schwedischen Antarktisexpedition (1901–1903). Otto Nordenskjöld, Leiter der Expedition, benannte ihn nach dem polnischen Geologen, Ozeanographen und Meteorologen Henryk Arctowski (1871–1958), Teilnehmer der Belgica-Expedition (1897–1899).